# Grå ladlav
Grå ladlav (Cyphelium trachylioides) är en lavart som först beskrevs av Nyl. ex Branth & Rostr., och fick sitt nu gällande namn av Erichsen. Grå ladlav ingår i släktet Cyphelium och familjen Physciaceae.  Arten är reproducerande i Sverige. Inga underarter finns listade i Catalogue of Life.